# Futbol Sala Garcia
El Futbol Sala Garcia, anomenat Industrias Santa Coloma per motius de patrocini, i antigament Industries Garcia, Futbol Sala Marfil Santa Coloma i Catgas Energia, és un club de futbol sala català de la ciutat de Santa Coloma de Gramenet, que juga a la Divisió d'honor de la Lliga espanyola de futbol sala.
L'equip es va fundar el 1975 com a Industrias García, nom que va portar durant més de 20 anys, i és un dels més veterans del futbol sala estatal. Després de professionalitzar-se a finals dels anys 1980, es va integrar a la Lliga Nacional de Futbol Sala. El seu èxit més destacat va ser arribar a la final de lliga en la Divisió d'Honor de la temporada 1998-99, un èxit que va potenciar el futbol sala a Santa Coloma fins al punt de convertir-lo en l'esport número u a la ciutat.

## Història

### Industrias García
El club es fundà l'any 1975 amb el nom d'Industrias García, i va passar les seves primeres temporades en campionats de caràcter aficionat de Barcelona, format únicament per treballadors de l'empresa que donava nom al club. La temporada 1978-79 va formalitzar el seu ingrés a la Federació Catalana, disputà el campionat de tercera divisió, i començà una imparable ratxa de set ascensos de categoria consecutius. La temporada 1985-86 es proclamà campió de Catalunya i ascendí a Primera Estatal, títol que guanyà la temporada següent, 1986-87, aconseguint així ascendir a Divisió d'Honor, una categoria que mantindria de forma consecutiva fins a la temporada 2004-05.
L'equip va formar part de la Lliga espanyola de futbol sala des de la seva creació, la temporada 1989-90. En les seves primeres temporades l'equip va lluitar per la permanència, però en el curs 1992-93 es va quedar a les portes de la lluita pel títol. Amb la introducció d'una única lliga regular el 1995-96, el club de Santa Coloma es va classificar per a la fase final pel campionat en quatre temporades consecutives. En aquestes temporades el club va comptar amb grans jugadors de nivell internacional com ara Marcelo Dos Reis Soares, João Belfort i Javi Rodríguez, natural de Santa Coloma, qui va estar al club durant cinc temporades, entre 1992 i 1997, precisament el període de més esplendor esportiva de l'equip.
La temporada 1998-99 l'equip va acabar cinquè a la lliga regular, i va arribar a la final després de derrotar l'Interviú Boomerang a quarts i el Platges de Castelló FS a semifinals. A la final, però, Industrias Garcia va ser derrotat pel Caja Segovia FS. Els colomencs van haver de disputar els seus partits al Pavelló Olímpic de Badalona, perquè la seva pista a Santa Coloma no estava habilitada per retransmetre les trobades per televisió. Aquest subcampionat de lliga era el millor lloc mai aconseguit per un equip català fins al moment.

### Marfil Santa Coloma
Després de la seva bona actuació en la lliga, Industrias García va començar a tenir problemes econòmics. Tot i que l'equip va continuar lluitant per classificar-se pels playoff, la manca de patrocinadors i la marxa dels seus millors jugadors va provocar una greu crisi en l'entitat, que va entrar en números vermells. El 2000 el propietari del club, Vicenç García, va arribar fins i tot a anunciar que Industrias García desapareixeria de manera irrevocable el 30 de juny de 2001.
No obstant això, l'equip va trobar finançament a última hora. Al juny, el cellerer local Alfonso García, propietari dels vins Marfil Alella, es va convertir en el principal patrocinador del club, que va canviar de nom a Marfil Santa Coloma. Per la seva banda, Vicenç Garcia va continuar com a president. El club va centrar els seus esforços en aquest temps per fomentar el planter. Malgrat l'arribada del nou patrocinador, la plantilla de l'equip colomenc es va veure minvada per la marxa dels seus millors jugadors, i la temporada 2004-05 va baixar a la Divisió de Plata com a cuer.
Durant els següents anys, el Marfil va lluitar per ascendir a Divisió d'Honor durant tres temporades consecutives. No va ser fins a la 2007-08 quan el club va recuperar la màxima categoria. Després d'un any de consolidació en la categoria, en el que només va poder ser antepenúltim, el Marfil Santa Coloma es va classificar pel playoff l'any 2009-10, en acabar en sisena posició de la fase regular de Divisió d'Honor.
Al setembre de 2012 el club va aconseguir la seva primera Copa Catalunya amb Xavier Passarrius com a entrenador, guanyant en la final al campió d'Europa i de Lliga, el FC Barcelona, per 3-2. Un dels moments més rellevants de la història del club.
La temporada 2013-14 el club aconseguí la quarta plaça a la classificació de la fase regular, per darrere dels tres grans (Barça, Inter i ElPozo), liderant l'anomenada "altra Lliga", va ser la millor posició aconseguida a la Lliga del Marfil Santa Coloma fins al moment. A més, van participar en la Copa d'Espanya i van arribar a les semifinals del play-off pel títol.

### Industrias Santa Coloma
El juliol de 2018, el club va passar a anomenar-se Industrias Santa Coloma, amb els objectius de "tornar a les nostres arrels, a la nostra identitat i raó de ser, i reivindicar el nom de la nostra ciutat d'origen".
L'octubre de 2019, el club va aconseguir la segona Copa Catalunya de la seva història guanyant el FC Barcelona per 4-3, un títol que no guanyava des del 2012 i que havia estat blaugrana els sis anys anteriors.

## Classificacions
Font: LNFS
| - 1989-90: Divisió d'Honor (6è) - 1990-91: Divisió d'Honor (9è) - 1991-92: Divisió d'Honor (8è) - 1992-93: Divisió d'Honor (1r / 3r) - 1993-94: Divisió d'Honor (11è) - 1994-95: Divisió d'Honor (3r / 6è) - 1995-96: Divisió d'Honor (9è) - 1996-97: Divisió d'Honor (5è / quarts de final) - 1997-98: Divisió d'Honor (7è / quarts de final) - 1998-99: Divisió d'Honor (5è / subcampió) - 1999-2000: Divisió d'Honor (11è) - 2000-01: Divisió d'Honor (8è / quarts de final) - 2001-02: Divisió d'Honor (10è) | - 2002-03: Divisió d'Honor (12è) - 2003-04: Divisió d'Honor (8è / quarts de final) - 2004-05: Divisió d'Honor (16è) - 2005-06: Divisió de Plata (3r) - 2006-07: Divisió de Plata (4t) - 2007-08: Divisió de Plata (4t) - 2008-09: Divisió d'Honor (14è) - 2009-10: Divisió d'Honor (6è / quarts de final) - 2010-11: Divisió d'Honor (14è) - 2011-12: Primera Divisió (14è) - 2012-13: Primera Divisió (9è) - 2013-14: Primera Divisió (4t / semifinals) - 2014-15: Primera Divisió (12è) - 2015-16: Primera Divisió (7è / quarts de final) | - 2016-17: Primera Divisió (8è / quarts de final) - 2017-18: Primera Divisió (12è) - 2018-19: Primera Divisió (12è) - 2019-20: Primera Divisió (12è) - 2020-21: Primera Divisió (9è / quarts de final) - 2021-22: Primera Divisió (9è / quarts de final) - 2022-23: Primera Divisió (9è) - 2023-24: Primera Divisió (9è) - 2024-25: Primera Divisió |

 - Campionat de Lliga 

 - Ascens 

 - Descens

## Palmarès
- Copa Catalunya (4): 2012-13, 2019-20, 2023-2024 i 2024-2025
- Primera Divisió (1): 1986-87
- Subcampió Divisió d'Honor (1): 1998-99
- Subcampió Copa del Rei (1): 2014-15

## Jugadors destacats
- João Belfort
- Javi Rodríguez
- Marcelo Dos Reis
- Rafael Durán
- Dani Salgado
- Nagim Hmar
- Oscar Redondo